# Casa de la Vila (Gelida)
Casa de la Vila és una obra eclèctica de Gelida (Alt Penedès) protegida com a Bé Cultural d'Interès Local.

## Descripció
La Casa de la Vila està situada en l'extrem de l'illa que fa xamfrà amb els carrers de la Barceloneta i de Colom. És un edifici públic que consta de soterrani, planta baixa i dos pisos, amb coberta de teula àrab. L'edifici ha estat sotmès a diverses reformes. El seu interès és representatiu, dintre del llenguatge de l'eclecticisme.

## Història
La cronologia de la Casa de la Vila de Gelida va iniciar-se el 1879, any de la col·locació de la primera pedra: l'autor del projecte inicial va ser l'arquitecte Laureà Arroyo i Velasco. D'aquest projecte només va realitzar-se una part. L'any 1924 va distribuir l'interior habilitant-lo per a habitatge, sota projecte de Josep Ros i Ros, arquitecte.